# Marathon van Wenen 2000
De marathon van Wenen 2000 vond plaats op zondag 21 mei 2000 in Wenen. Het was de zeventiende editie van deze wedstrijd.
Bij de mannen won Willy Cheruiyot uit Kenia in 2:08.48. Hij was twee seconden sneller dan zijn landgenoot Simon Bor. De wedstrijd bij de vrouwen werd beslist door de Italiaanse Maura Viceconte in 2:23.47.
Het evenement was tevens het toneel van het Oostenrijks kampioenschap op de marathon. De nationale titels werden gewonnen door Max Wenisch (8e in 2:17.45) en Dagmar Rabensteiner (6e in 2:39.08).
In totaal finishten er 8493 hardlopers, waarvan 7484 mannen en 1009 vrouwen.

## Uitslagen

### Mannen
| rang   | naam                | land | tijd    |
| ------ | ------------------- | ---- | ------- |
| Goud   | Willy Cheruiyot     | KEN  | 2:08.48 |
| Zilver | Simon Bor           | KEN  | 2:08.50 |
| Brons  | Tadesse Hailemariam | ETH  | 2:13.29 |
| 4      | Mohammed Zouak      | MAR  | 2:14.23 |
| 5      | Anatoliy Zerouk     | UKR  | 2:14.47 |
| 6      | Kamel Kohil         | ALG  | 2:16.58 |
| 7      | Andrew Eyapan       | KEN  | 2:17.30 |
| 8      | Max Wenisch         | AUT  | 2:17.45 |
| 10     | Erich Kokaly        | AUT  | 2:21.43 |
| 12     | Nicola Ciavarella   | ITA  | 2:24.32 |
| 14     | Hubert Maier        | AUT  | 2:29.32 |

### Vrouwen
| rang   | naam                 | land | tijd    |
| ------ | -------------------- | ---- | ------- |
| Goud   | Maura Viceconte      | ITA  | 2:23.47 |
| Zilver | Hellen Kimutai       | KEN  | 2:26.54 |
| Brons  | Sonja Oberem         | GER  | 2:27.25 |
| 4      | Monica Pont          | ESP  | 2:34.50 |
| 5      | Faustina-Maria Ramos | ESP  | 2:36.54 |
| 6      | Dagmar Rabensteiner  | AUT  | 2:39.08 |
| 7      | Elisabeth Rust       | AUT  | 2:43.36 |
| 8      | Ulrike Puchner       | AUT  | 2:45.08 |
| 9      | Eva-Maria Gradwohl   | AUT  | 2:46.44 |
| 10     | Daniela Bidmon       | AUT  | 3:08.56 |

1984 ·
1985 ·
1986 ·
1987 ·
1988 ·
1989 ·
1990 ·
1991 ·
1992 ·
1993 ·
1994 ·
1995 ·
1996 ·
1997 ·
1998 ·
1999 ·
2000 ·
2001 ·
2002 ·
2003 ·
2004 ·
2005 ·
2006 ·
2007 ·
2008 ·
2009 ·
2010 ·
2011 · 
2012 ·
2013 ·
2014 ·
2015 ·
2016 ·
2017 ·
2018 ·
2019 ·
2020 ·
2021 ·
2022 ·
2023 ·
2024